# Сретен В. Којић
Сретен В. Којић (Закута код Краљева, 2. фебруар 1856 — Београд, 15. фебруар 1921) био је српски трговац и народни посланик.

## Биографија
Сретен В. Којић је рођен 2. фебруара 1856. године у селу Закути код Краљева, од оца Василија и мајке Станице. Отац Василије се бавио трговином. Сретен Којић је у свом родном месту завршио основну школу, а потом је у Пожаревцу завршио земљоделско-шумарску школу. Након завршетка школовања Којић је радио као учитељ у Печењевцу (1883-1884), а затим као учитељ (1885) и економ (1886-1887) у својој родној Закути. У периоду од 1888. до 1891. био је порески надзорник у Темнићком срезу. Године 1891. је постао начелник Крагујевачког округа, а на том положају је остао све до 1903. године, када постаје секретар окружног одбора у Крагујевцу . Године 1910. поред дужности секретара, постао је и деловођа истог окружног одбора. Којић је био носилац радикалске листе у Крагујевачком округу и у периоду од 1888. до 1912. године био је шест пута биран за народног посланика. Постао је секретар Народне скупштине 1901. године. Био је и уредник радикалског листа Окружна самоуправа у периоду од 1906. до 1911. године.
Током своје политичке каријере Којић се залагао за равноправно школовање женске и мушке деце у гимназијама, као и за отварање гимназија у градовима у унутрашњости Србије. У периоду Првог светског рата Којић је био један од 100 народних посланика Народне скупштине Краљевине Србије који су били послати у Ницу. По окончању рата и формирању Привременог народног представништва Краљевства СХС, Којић је постао његов посланик (март 1919).
Којић се поред политике бавио и трговином. Он је био и један од главних акционара Окружне банке у Крагујевцу основане 1908. године. Био је прво дописни, а потом и редовни члан Српског пољопривредног друштва. Поред овога, Којић је допринео и обнови Цркве Свете Ангелине у Закути, која је била задужбина Томе Вучића Перишића. Црква је доста страдала током земљотреса 1893. године, али њена обнова није почела све до 1901. године. Уз залагање мештана, као и самог Којића, обнова цркве је била завршена 1903. године.
Године 1920. Којић је као председник окружног одбора у Крагујевцу био оптужен да је примао плату као вршилац дужности деловође Крагујевачког округа. Којић је настојао да се одбрани од ових оптужби објављивањем брошуре Мојим пријатељима, у којој је тврдио да су ове оптужбе политичке природе. Такође, вратио је новац за који су га оптуживали. Упркос томе, крајем те 1920. године провео је неко време у притвору.
Којић је био ожењен Италијанком Терезом Монтичели, која је након преласка у православље узела име Даница. Пар је имао четворо деце: синове Милутина и Драгутина и ћерке Зорку и Даринку. Милутин је постао лекар, а Драгутин је био доктор правних наука и министар у осам влада у периоду од 1919. до 1938. године.
Сретен В. Којић је преминуо 15. фебруара 1921. године у хотелу Париз у Београду од последица срчаног удара. Сахрањен је у својој родној Закути.